# Geruchsfährte
Eine Geruchsfährte ist eine Fährte, die von einem Fährtenleger mittels einer Tropfkanne als Spur ausgelegt wird, um einen Gebrauchshund zur Fährtenarbeit über den  Geruchssinn auszubilden. 
Die sich in der Kanne befindende Flüssigkeit, welche tröpfchenweise ausgebracht wird, verströmt für den Hund einen angenehmen Duft. 
Eingesetzt wurde die Geruchsfährte beispielsweise bei der Ausbildung von Meldehunden. 
Auch die bei Schleppjagden ausgelegte Schleppe ist eine künstliche Duftspur, der die Jagdhunde folgen. Sie besteht zum Beispiel aus verdünnter Heringslake oder einer Anislösung. 